# Черчепіккола
Черчепіккола (італ. Cercepiccola) — муніципалітет в Італії, у регіоні Молізе,  провінція Кампобассо.
Черчепіккола розташована на відстані близько 190 км на схід від Рима, 12 км на південь від Кампобассо.
Населення — 684 особи (2014).
Щорічний фестиваль відбувається 7 серпня. Покровитель — San Donato.

## Демографія
Населення за роками:

Станом на 1 січня 2023 року в муніципалітеті офіційно проживали 24 іноземці з 8 країн, серед них 4 громадяни країн Євросоюзу.

## Сусідні муніципалітети
- Черчемаджоре
- Мірабелло-Саннітіко
- Сан-Джуліано-дель-Санніо
- Сепіно